# Maja Sjöström
Maria (Maja) Sjöström (født i 1868, død i 1961) var en fremtrædende svensk tekstilkunstner fra 1890'erne til 1930'erne. Hun designede især indviklede interiørdekorationer til det nye Stockholms Rådhus. Herunder enorme silketapeter, som blev vævet hos Luigi Bevilacqua Textile Company i Venedig. Sjöström flyttede til Rom efter åbningen af det stockholmske rådhus i 1923. Hun tilbragte resten af sit liv i Rom, til sidst i fattigdom, afvist af svenskerne for hendes tilslutning til Mussolini. I 2000'erne blev hendes ry dog genoprettet.   

## Opvækst
Maria Sjöström blev født den 13. marts 1868 i Raus Sogn, Helsingborg Kommune. Hendes far var Lars Sjöström, og hendes mor hed Amanda Landgren. Hun havde tre søstre og tre brødre, som hun voksede op med i fogedboligen i Bårslöv. På trods af familiens vanskelige økonomiske forhold gik Maria og hendes søstre i skole i Helsingborg. Takket være støtte fra Amanda Eriksson, som arbejdede på statistikkontoret, kunne Sjöström i 1886 udvikle sin interesse for kunst på kunsthåndværkerskolen, Högre konstindustriella skolan . Her blev hun introduceret til Friends of Handicraft (Handarbetets Vänner), som optog hende i foreningen i 1893 takket være de designs, hun havde produceret. Hun blev hurtigt foreningens førende designer og fik hurtigt et ry for sine møbelstoffer. 

## Karriere
I 1902, takket være samarbejdet med arkitekten Carl Westman, tegnede Sjöström tekstildekorationer til Pressens Villa i Saltsjöbaden og modtog en opgave med at producere husholdningstekstiler og et luvtæppe til Gösta Mittag-Lefflers bibliotek, som modtog kritik. I begyndelsen af 1900-tallet producerede Maria desuden tekstiler til kirker. 
Yderligere samarbejde med Westman førte til en kommission, hvor Maria kunne arbejde med alle indvendige tekstildekorationer til Stockholms nydesignede Rådhus. I forbindelse med dette arbejde, tilbragte hun to år i Venedig på Luigi Bevilacqua silkevæveriet, hvor hun producerede den store gobelin Festens genier (Angeli) og silkeværkerne Hind och Örn (Cervo e Aquila) og Påfåglar (Pavoni).  Værkerne dekorerer stadig Rådssalen og Tre Kroners sal. 
Efter rådhusets åbning i 1923 flyttede Sjöström til Rom, hvor hun i sit atelier fortsatte med at designe tekstiler. Derudover har hun sammen med sine tre søstre været med til at drive forretningen Blå Boden i Helsingborg. Sjöström udvalgte og sendte kunstværker fra Italien, herunder egne værker, til salg i Sverige. Virksomheden blomstrede til at begynde med, men interessen faldt i 1930'erne, hvilket førte til lukning af forretningen i 1939. 
Sjöström blev boende i Italien resten af sit liv. Efter Anden Verdenskrig sluttede levede hun i fattigdom i sit bombeskadede atelier. Maria var ikke længere accepteret af det skandinaviske samfund, da hun var en stærk tilhænger af Mussolini. Hun døde i Hamborg den 30. oktober 1961 på en hjemtur fra Helsingborg til Rom.  Hun ligger begravet i Bårslöv. 
Maja Sjöström forblev siden sin død glemt, indtil hendes værker blev genopdaget i begyndelsen af det 21. århundrede. Hendes tegninger inspirerede tøj og tasker, der blev solgt i italienske modebutikker og af Hayward's i New York.  I dag er hun anerkendt som en af Sveriges vigtigste tekstilkunstnere. 

## Yderligere læsning
- Se mere om Maria (Maja) Sjöstrom i Svenskt kvinnobiografiskt lexikon: Maja Sjöström